# Дебольский, Николай Григорьевич
Николай Григорьевич Дебо́льский (1842, Санкт-Петербург — 1918, Царское Село) — русский философ, педагог, переводчик Гегеля.

## Биография
Родился 16 (28) ноября 1842 года в семье священника Г. С. Дебольского.
Окончил Петербургский горный институт и естественное отделение физико-математического факультета Санкт-Петербургского университета.
Был воспитателем в 1-й Санкт-Петербургской военной гимназии, потом инспектором школ Технического общества; читал лекции по педагогике на Высших педагогических курсах, преподавал метафизику, логику и психологию в Петербургской духовной академии. Был председателем педагогического совета гимназии княгини Оболенской. Состоял членом Совета министра народного просвещения.
Один из учредителей Петербургского философского общества (1897).
Скончался 26 февраля 1918 года в Петрограде; похоронен в Царском Селе на Казанском кладбище.

## Учение
Создатель концепции «феноменального формализма». В книге «Философия феноменального формализма» утверждал о принципиальном различии между божественным абсолютным духом, углублённым в содержание бытия, познающим объекты в себе, и ограниченным умом человека, получающим доступ только лишь к формальной стороне абсолютного духа, посредством чего и обретающим способность к пониманию явлений. Указывал на различные формы формализма: критический формализм Канта, субъективный формализм Фихте, абсолютный формализм Гегеля. Находился под сильным влиянием Гегеля (статья «Логика Гегеля в ее историческом основании» в «Журнал министерства народного просвещения» — 1912, № 8; книга «О диалектическом методе». — 1872).
Критиковал концепцию многонационального государства, был сторонником создания национального государства, критиковал славянофилов и В.С. Соловьёва за представления о «всечеловеческом» аспекте русской идеи.
В статье «Безусловный скептицизм как средство оздоровления философии» («Журнал Министерства народного просвещения». — 1914. — № 1–4) писал, что «безусловный скептицизм, сомневающийся даже в собственном сомнении, является, по Дебольскому, освобождением мысли от всяческого догматизма, который стоит на пути новой философии. Источник такого скептицизма коренится в том, что познание как акт сознания может иметь своим предметом только отдельные состояния последнего».

## Семья
Сыновья:
- юрист и писатель Николай Николаевич Дебольский (1869—1903)
- историк, директор II Варшавской гимназии, статский советник Владимир Николаевич Дебольский (1877—1917)[5].